# Liste des princes d'Antioche
 (novembre 2008).
Si vous disposez d'ouvrages ou d'articles de référence ou si vous connaissez des sites web de qualité traitant du thème abordé ici, merci de compléter l'article en donnant les références utiles à sa vérifiabilité et en les liant à la section « Notes et références ».
De sa fondation en 1098 à la prise de la ville par les Mamelouks, plusieurs princes se sont succédé à la tête de la principauté d'Antioche, l'un des premiers États latins d'Orient.

## Liste des princes et princesses

### Maison de Hauteville
| No | Portrait                                             | Nom                                  | Début du règne | Fin du règne | Notes | Blason |
| -- | ---------------------------------------------------- | ------------------------------------ | -------------- | ------------ | --- | ------ |
| 1  | Bohémond                                             | Bohémond Ier v. 1054-1111            | 1100           | mars 1111    | Fils de Robert Guiscard et d'Aubrée de Buonalbergo, et époux de Constance de France. Croisé, il devint prince d'Antioche en 1100.                   |        |
| 2  |                                                      | Bohémond II v. 1108-1130             | mars 1111      | février 1130 | Fils de Bohémond Ier et de Constance de France, et époux d'Alix de Jérusalem.                                                                       |        |
| 3  |                                                      | Constance 1127-1163                  | février 1130   | 1163         | Fille de Bohémond II et d'Alix de Jérusalem et épouse de Raymond de Poitiers, puis de Renaud de Châtillon. Ses deux maris furent associés au trône. |        |
| 4  | Raymond de Poitiers accueillant Louis VII à Antioche | Raymond Ier de Poitiers v. 1098-1149 | 1136           | 29 juin 1149 | Époux de Constance, il fut associé au trône en 1136, à son mariage. Il fut tué à la bataille d'Inab.                                                |        |
| 5  | Renaud de Châtillon                                  | Renaud de Châtillon v. 1123-1187     | 1153           | 1163         | Époux de Constance, il fut associé au trône en 1153, à son mariage.                                                                                 |        |

### Maison de Poitiers
| No | Portrait | Nom                         | Début du règne | Fin du règne | Notes | Blason |
| -- | -------- | --------------------------- | -------------- | ------------ | --- | ------ |
| 6  | Bohémond | Bohémond III v. 1149-1201   | 1163           | 1201         | Fils de Constance et de Raymond de Poitiers, et époux d'Orgueilleuse de Harenc, de Théodora Comnène, de Sybille et d'Isabelle.                                                                  |        |
| 7  | Bohémond | Bohémond IV 1172-1233       | 1201           | 1216         | Deuxième fils de Bohémond III et d'Orgueilleuse de Harenc, et époux de Plaisance du Gibelet et de Mélisende de Lusignan. Il fut détrôné par son neveu Raymond II Roupen.                        |        |
| 8  |          | Raymond II Roupen 1199-1222 | 1216           | 1219         | Fils de Raymond IV de Tripoli, lui-même fils aîné de Bohémond III et d'Orgueilleuse de Harenc et époux d'Helvis de Lusignan. Il détrôna son oncle en 1216, mais son oncle fut restauré en 1219. |        |
| 9  | Bohémond | Bohémond IV 1172-1233       | 1219           | 1233         | Il fut restauré en 1219. |        |
| 10 | Bohémond | Bohémond V 1199-1252        | 1233           | janvier 1252 | Fils de Bohémond IV et de Plaisance du Gibelet, et époux d' Alix de Champagne-Jérusalem, puis de Lucienne de Segni.                                                                             |        |
| 11 |          | Bohémond VI 1237-1275       | janvier 1252   | 1275         | Fils de Bohémond V et de Lucienne de Segni, et époux de Sibylle d'Arménie. La ville d'Antioche fut définitivement prise en 1268, mais le titre continua à perdurer.                             |        |
| 12 |          | Bohémond VII 1261-1287      | 1275           | 1287         | Fils de Bohémond VI et de Sybille d'Arménie. Prince titulaire d'Antioche et comte de Tripoli.                                                                                                   |        |
| 13 | Lucie    | Lucie †1299                 | 1287           | 1299         | Fille de Bohémond VI et de Sybille d'Arménie, et épouse de Narjot IV de Toucy. Princesse titulaire d'Antioche et comtesse de Tripoli. La ville de Tripoli fut prise en 1289.                    |        |

### Maison de Toucy
| No | Portrait | Nom                 | Début du règne | Fin du règne | Notes                                                                                               | Blason |
| -- | -------- | ------------------- | -------------- | ------------ | --------------------------------------------------------------------------------------------------- | ------ |
| 14 |          | Philippe (it) †1300 | 1299           | 1300         | Fils de Lucie, et de Narjot IV de Toucy. Prince titulaire d'Antioche et comte titulaire de Tripoli. |        |

## Généalogie
1) De Bohémond Ier à Bohémond III
- Robert Guiscard (mort en 1085). Duc d'Apulie et de Calabre. Épouse 1) Albérade de Buonalbergo (répudiée); 2) Sikelgaite de Salerne.
  - Bohémond Ier (mort en 1111), fils d'Albérade de Buonalbergo. Prince d'Antioche (1098-1104). Épouse en 1106 Constance de France (morte en 1126).
    - Bohémond II (mort en 1130). Prince d'Antioche (1126-1130). Épouse en 1126 Alix de Jérusalem, fille de Baudouin II du Bourg, roi de Jérusalem.
      - Constance (morte en 1163), princesse d'Antioche (1130-1163). Épouse 1) en 1136 Raymond de Poitiers (mort en 1149); 2) en 1153 Renaud de Châtillon (mort en 1187).
        - Bohémond III le Bègue (mort en 1201), fils de Raymond de Poitiers. Prince d'Antioche (1163-1201. Voir ci-dessous
        - Baudouin d'Antioche, fils de Raymond de Poitiers.
        - Raymond, fils de Raymond de Poitiers.
        - Marie (morte en 1182), fille de Raymond de Poitiers. Épouse Manuel Comnène, Empereur Byzantin.
        - Philippa, fille de Raymond de Poitiers. Épouse Onfroi II, seigneur de Toron, connétable du Royaume de Jérusalem (mort en 1179).
        - Agnès (morte en 1184), fille de Renaud de Chatillon. Épouse en 1172 Bela III, roi de Hongrie (mort en 1196).
        - Jeanne, fille de Renaud de Chatillon.

  - Emma, fille d'Albérade de Buonalbergo. Épouse Odon, marquis,
    - Tancrède (mort en 1112), prince d'Antioche (1104-1112). Épouse Cécile de France, fille de Philippe Ier, roi de France.

2) De Bohémond III à Bohémond VI
- Bohémond III le Bègue (mort en 1201). Prince d'Antioche (1163-1201). Épouse 1) Orgueilleuse de Harim; 2) Théodora Comnène; 3) Sibylle; 4)
  - Raymond IV (mort en 1199), fils d'Orgueilleuse de Harim. Comte de Tripoli (1187-1189). Épouse Alix d'Arménie.
    - Raymond-Roupen (mort en 1221). Prince d'Antioche (1216-1219). Épouse Héloïse de Lusignan.
      - Marie. Épouse Philippe de Montfort (mort en 1270), seigneur de Tyr.
      - Échive (morte en 1262). Épouse Héthoum, seigneur de Lampron.

  - Bohémond IV le Borgne (mort en 1233), fils d'Orgueilleuse de Harim. Prince d'Antioche (1201-1216 et 1219-1233) et comte de Tripoli (1189-1233). Épouse 1) Plaisance de Gibelet (morte en 1217); 2) en 1218 Mélisende de Lusignan.
    - Raymond (mort en 1216), fils de Plaisance de Giblet.
    - Bohémond V (mort en 1252), fils de Plaisance de Giblet. Prince d'Antioche et comte de Tripoli (1233-1252). Épouse 1) Alix de Champagne (séparée en 1227, morte en 1247); 2) en 1235 Lucienne de Segni.
      - Bohémond VI le Beau (mort en 1275), fils de Lucienne de Segni. Prince d'Antioche (1252-1268) et comte de Tripoli (1252-1275). Épouse en 1254 Sibylle d'Arménie.
        - Bohémond VII (mort en 1287). Comte de Tripoli (1275-1287).
        - Lucie (morte en 1299). Comtesse de Tripoli (1287-1289). Épouse Narjot de Toucy.
        - Marie. Épouse Nicolas de Saint-Omer, seigneur de Thèbes.

      - Plaisance (morte en 1261), fille de Lucienne de Segni. Épouse 1) en 1250 Henri Ier, roi de Chypre; 2) en 1254 Balian d'Ibelin, seigneur d'Arsouf (séparés en 1258).

    - Philippe (mort en 1226), fils de Plaisance de Giblet. Épouse en 1222 Isabelle (morte en 1252), reine d'Arménie.
    - Henri, fils de Plaisance de Giblet. Épouse Isabelle de Lusignan (morte en 1233), fille de Hugues Ier, roi de Chypre.
      - Hugues III (mort en 1284), roi de Chypre (1267-1284) et de Jérusalem (1269-1284).
      - Marguerite. Épouse en 1268 Jean de Montfort, seigneur de Tyr.

    - Marie, fille de Mélisende de Lusignan. Prétendante au trône de Jérusalem en 1268.

  - Manuel (1176-1211), fils de Théodora Comnène.
  - Alix (morte en 1233), fille de Sibylle. Épouse en 1204 Gui Ier Embriaco, seigneur de Gibelet.
  - Guillaume, fils de Sibylle.
  - Bohémond (mort en 1244), fils d'Isabelle.